# Gręboszów (gromada)
Gręboszów – dawna gromada, czyli najmniejsza jednostka podziału terytorialnego Polskiej Rzeczypospolitej Ludowej w latach 1954–1972.
Gromady, z gromadzkimi radami narodowymi (GRN) jako organami władzy najniższego stopnia na wsi, funkcjonowały od reformy reorganizującej administrację wiejską przeprowadzonej jesienią 1954 do momentu ich zniesienia z dniem 1 stycznia 1973, tym samym wypierając organizację gminną w latach 1954–1972.
Gromadę Gręboszów z siedzibą GRN w Gręboszowie utworzono – jako jedną z 8759 gromad na obszarze Polski – w powiecie dąbrowskim w woj. krakowskim, na mocy uchwały nr 21/IV/54 WRN w Krakowie z dnia 6 października 1954. W skład jednostki weszły obszary dotychczasowych gromad Gręboszów, Biskupice, Zawierzbie, Ujście Jezuickie, Okręg, Lubiczko, Wola Gręboszowska i Karsy ze zniesionej gminy Gręboszów w tymże powiecie. Dla gromady ustalono 26 członków gromadzkiej rady narodowej.
31 grudnia 1959 do gromady Gręboszów przyłączono wieś Bieniaszowice ze zniesionej gromady Siedliszowice.
30 czerwca 1960 do gromady Gręboszów przyłączono wieś Borusowa ze zniesionej gromady Borusowa.
31 grudnia 1961 do gromady Gręboszów przyłączono obszar zniesionej gromady Wola Żelichowska.
Gromada przetrwała do końca 1972 roku, czyli do kolejnej reformy gminnej. 1 stycznia 1973 reaktywowano gminę Gręboszów.